# Nadia Gallico Spano
Nadia Gallico Spano (Tunisi, 2 giugno 1916 – Roma, 19 gennaio 2006) è stata una politica italiana, ricordata per essere stata deputata del Partito comunista italiano e una delle 21 donne elette all'Assemblea costituente italiana.

## Biografia
Nadia Gallico nacque in una famiglia di italiani emigrati in Tunisia. Nel 1938 aderì al Partito comunista con i fratelli Loris, Ruggero e Diana. Nel maggio del 1939 sposò Velio Spano, dirigente centrale del Partito Comunista Italiano. La situazione in Tunisia degenerò rapidamente allo scoppio della guerra. Militante nella Resistenza durante l'occupazione tedesca della Francia, fu condannata per la sua attività politica dal regime collaborazionista di Petain. Si sottrasse alla cattura e riuscì a raggiungere fortunosamente l'Italia nel 1944 dopo le quattro giornate di Napoli, dove fu una delle protagoniste del processo di rifondazione dello Stato e della nascita della Repubblica. Fu infatti una delle ventuno donne elette all'Assemblea costituente e, tra il 1948 e il 1958 è stata parlamentare comunista. Ha partecipato alla fondazione dell'Unione Donne Italiane e del settimanale Noi Donne, che ha diretto sino al 1945. Ha contribuito a fondare e presieduto, fino al 1958, l'Unione Donne Sarde.
Si è impegnata sui problemi di politica internazionale, del Mezzogiorno e della questione femminile; è stata attiva nella presidenza dell'Associazione Nazionale Perseguitati Politici Italiani Antifascisti (ANPPIA).
Muore a Roma il 19 gennaio 2006

## Opere
- Mabrúk : ricordi di un'inguaribile ottimista, Cagliari, AM&D Edizioni, 2005 (ISBN 88-86799-95-0).